# Như nước pha sô cô la (phim)
Như nước pha sô cô la (tiếng Tây Ban Nha: Como agua para chocolate, tiếng Anh: Like Water for Chocolate) là một bộ phim điện ảnh hiện thực huyền ảo do Alfonso Arau đạo diễn, được xuất phẩm vào ngày 16 tháng 4 năm 1992 tại México.

## Lịch sử
Truyện phim phỏng theo tiểu thuyết cùng tên của tác gia Laura Esquivel, là ấn phẩm đắt khách nhất Bắc Mỹ năm 1989.

## Nội dung
Tuyến phim khai triển theo lời kể của một nhân vật nữ chưa rõ lai lịch.
- Tiền cách mạng :

Phu nhân Elena sinh gái út Tita ngay tại bàn bếp trong một cơn đau lạ lùng. Chồng bà ngờ vợ ngoại tình và chối bỏ đứa con này, thế rồi ông chết trong cơn phẫn uất. Tin theo truyền thống, bà bắt Tita phải ở vậy suốt đời để phụng dưỡng mẹ.
Lớn lên, Tita được bà bếp Nacha dạy nấu ăn. Không lâu sau, cậu Pedro Muzquiz tới hỏi cưới Tita, nhưng phu nhân Elena không tán thành. Pedro được gán cho chị cả Rosaura và ở rể. Từ đây, Pedro bắt đầu qua lại vụng trộm với Tita. Cô thường chế những món ăn có ngụ ý gửi gắm yêu thương tới Pedro, việc này không qua được ánh mắt soi xét của bà Elena.
- Trong cách mạng :

Chị thứ Gertrudis tình cờ gặp nghĩa binh Juan Alejándrez rồi trần truồng trốn đi theo y. Tita thấy vậy, bèn dối mẹ rằng Gertrudis bị phiến quân bắt cóc. Bà Elena lại bẩm đức linh mục rằng Gertrudis bị phiến quân bắt làm đĩ.
Rosaura hạ sinh đứa con trai ốm yếu tên Roberto. Gia đình phải mời y sĩ John Brown về trị bệnh cho Rosaura. Nhân đấy, John cầu hôn Tita và được chấp thuận.
Một hôm, có toán cướp xộc vào trang viên hiếp dâm con hầu Chencha rồi ném phu nhân Elena xuống nước chết đuối. Trong tang lễ, tình cờ Tita phát hiện mẹ từng có tư tình. Rosaura quán xuyến gia đình thay bà Elena, bắt đầu áp đặt truyền thống lên đứa con gái mới sinh Esperanza. Pedro vì ghen Tita với John, đêm đến lẻn vào buồng cấu hiệp cùng cô.
- Hậu cách mạng :

Ít lâu sau, Gertrudis trở về cùng Juan, cả hai đã là tướng trong quân cách mạng. Tại tiệc mừng, Tita tiết lộ với Gertrudis rằng cô có thai với Pedro. Vì ghen, Pedro lại nói toạc với John về vụ ngoại tình. Tita cũng nhận lỗi với John, song anh bình thản chấp nhận và ngỏ ý muốn tiếp tục ở bên cô.
Rosaura bắt đầu nhiễm thói gia trưởng của phu nhân Elena, trong khi Tita vẫn bị bóng ma của bà ám ảnh. Rosaura dọa đuổi cô khỏi trang viên nếu tiếp tục dỗ Esperanza từ bỏ truyền thống gia đình. Esperanza được gả cho Alex - con riêng của y sĩ John Brown. Chẳng bao lâu, Rosaura chết vì bệnh đường ruột hiếm gặp, coi như giải thoát Esperanza khỏi truyền thống gia đình.
Trong đám cưới Esperanza, Pedro rủ Tita vào căn nhà sau vườn ái ân. Đương lúc mặn nồng thì chàng trụy tim mà chết, Tita cũng nuốt diêm sinh rồi đốt cháy căn nhà.
Nhân vật người kể truyện tự xưng con gái Esperanza. Cô nói vừa tìm được cuốn sách dạy nấu ăn của bà trẻ Tita và sẽ truyền lại cho con cháu mình.

## Kĩ thuật
Phim được thực hiện tại Acuña, Piedras Negras và Eagle Pass từ ngày 18 tháng 12 năm 1991.

### Sản xuất
- Tuyển lựa: Claudia Becker, Felipe Fernandez, Liza Willert
- Thiết kế: Marco Antonio Arteaga, Gonzalo Ceja, Mauricio de Aguinaco, Ricardo M. Kaplan, Emilio Mendoza, Denise Pizzini
- Giám chế: Ricardo M. Kaplan
- Phục trang: Carlos Brown

### Diễn xuất
- Lumi Cavazos... Tita
- Marco Leonardi... Pedro
- Regina Torné... Phu nhân Elena de la Garza
- Mario Iván Martínez... Y sĩ John Brown
- Ada Carrasco... Ignacia "Nacha" Sosa
- Yareli Arizmendi... Rosaura
- Claudette Maillé... Gertrudis
- Pilar Aranda... Chencha
- Farnesio de Bernal... Cura
- Joaquín Garrido... Sargento Treviño
- Rodolfo Arias... Juan Alejándrez
- Margarita Isabel... Paquita Lobo
- Farnesio de Bernal... Đức cha Ignacio
- Arcelia Ramírez... Bisnieta (Lucia Brown)
- Sandra Arau... Esperanza Muzquiz
- Andrés García Jr.... Alex Brown
- Regino Herrera... Nicolás
- Genaro Aguirre... Rosalio
- David Ostrosky... Juan de la Garza
- Brígida Alexander... Tia Mary
- Amado Ramírez... Cha Pedro
- Arcelia Ramírez... Con gái Esperanza
- Socorro Rodríguez... Bạn trai Paquita

## Phong hóa
Toàn bộ truyện phim Như nước pha sô cô la thấm đẫm phong tục tập quán người dân México miền biên viễn, với các vũ điệu lạ mắt cùng những món ăn bí truyền từ bao thế hệ.
Như nước pha sô cô la received critical acclaim from critics. On review aggregator website Rotten Tomatoes, the film holds an approval rating of 88%, based on 48 reviews, and an average rating of 7.6/10. On Metacritic, it has a score of 86 out of 100 based on 18 critics, indicating "universal acclaim".
The American release of this film is quite shorter than the original Mexican version. In the original release, you see the main character Tita return home to take care of her dying mother; in the American release, this complete sequence is removed and instead Tita only returns home for her mother's funeral.
The film became the highest-grossing foreign-language film ever released in the United States and Canada at the time with a gross of $21.6 million, surpassing the previous record of $20.2 million set by I Am Curious (Yellow) released in 1969.

### Vinh hiển
Giải thưởng Ariel
The Ariel Awards are awarded annually by the Mexican Academy of Film Arts and Sciences in Mexico. Como agua para chocolate received ten awards out of 14 nominations.
| Năm  | Đề cử / Tác phẩm                                                             | Giải thưởng                  | Kết quả   |
| ---- | ---------------------------------------------------------------------------- | ---------------------------- | --------- |
| 1992 | Como Agua Para Chocolate                                                     | Best Picture                 | Đoạt giải |
| 1992 | Alfonso Arau                                                                 | Best Director                | Đoạt giải |
| 1992 | Mario Iván Martínez                                                          | Best Actor                   | Đoạt giải |
| 1992 | Regina Torné                                                                 | Best Actress                 | Đoạt giải |
| 1992 | Lumi Cavazos                                                                 | Best Actress                 | Đề cử     |
| 1992 | Claudette Maillé                                                             | Best Supporting Actress      | Đoạt giải |
| 1992 | Pilar Aranda                                                                 | Best Supporting Actress      | Đề cử     |
| 1992 | Joaquín Garrido                                                              | Best Actor in a Minor Role   | Đề cử     |
| 1992 | Margarita Isabel                                                             | Best Actress in a Minor Role | Đoạt giải |
| 1992 | Laura Esquivel                                                               | Best Screenplay              | Đoạt giải |
| 1992 | Emmanuel Lubezki                                                             | Best Cinematography          | Đoạt giải |
| 1992 | Carlos Bolado and Francisco Chiú                                             | Best Editing                 | Đề cử     |
| 1992 | Emilio Mendoza, Gonzalo Ceja and Ricardo Mendoza                             | Best Production Design       | Đoạt giải |
| 1992 | Marco Antonio Arteaga, Carlos Brown, Mauricio De Aguinaco and Denise Pizzini | Best Set Design              | Đoạt giải |

Quả Cầu Vàng
| Năm  | Đề cử / Tác phẩm         | Giải thưởng             | Kết quả |
| ---- | ------------------------ | ----------------------- | ------- |
| 1992 | Como Agua Para Chocolate | Phim ngoại ngữ hay nhất | Đề cử   |

### Ảnh hưởng
Tại Việt Nam, bộ phim được VTV1 giới thiệu trong chương trình Phim cuối tuần Tết Nguyên Đán 2004 dưới nhan đề Như nước với lửa. Trước đó, Laura Esquivel đã là một tác gia Mỹ Latin quen thuộc trên văn đàn Việt Nam.
Khi phát hành tại Hoa lục, nhan đề phim được đổi thành Người tình sô cô la (巧克力情人). Còn tại Nhật Bản là Tình sử sô cô la (赤い薔薇ソースの伝説).

## Liên kết

### Tư liệu
- Như nước pha sô cô la tại Box Office Mojo
- Như nước pha sô cô la tại Rotten Tomatoes
- Như nước pha sô cô la - Roger Ebert giới thiệu
- Stavans, Ilan (ngày 14 tháng 6 năm 1993). "Tita's Feast". The Nation. New York.
- "Like Water For Chocolate - Official Site - Miramax". www.miramax.com (bằng tiếng Anh). Truy cập ngày 18 tháng 3 năm 2023.
- Winship, Lyndsey (ngày 3 tháng 6 năm 2022). "Like Water for Chocolate review – Christopher Wheeldon's delectable take on a magic-realist love story". The Guardian (bằng tiếng Anh). ISSN 0261-3077. Truy cập ngày 18 tháng 3 năm 2023.